# NGC 3943
NGC 3943 est une galaxie spirale barrée située dans la constellation du Lion. NGC 3943 a été découverte par l'astronome prussien Heinrich d'Arrest en 1865.

## Caractéristiques
NGC 3943 présente une large raie HI. Selon la base de données Simbad, NGC 3943 est une galaxie LINER, c'est-à-dire une galaxie dont le noyau présente un spectre d'émission caractérisé par de larges raies d'atomes faiblement ionisés.

### Distance
Sa vitesse par rapport au fond diffus cosmologique est de 6 843 ± 23 km/s, ce qui correspond à une distance de Hubble de 100,9 ± 7,1 Mpc (∼329 millions d'al).
À ce jour, une mesure non basée sur le décalage vers le rouge (redshift) donne une distance d'environ 12,400 Mpc (∼40,4 millions d'al). Cette valeur est totalement incohérente avec les valeurs de la distance de Hubble. Il s'agit sans doute d'une erreur de transcription.

### Classification
On voit assez bien la barre au centre de la galaxie NGC 3943, mais seule la base de données HyperLeda la classifie de spirale barrée.